# Eilean nan Coinein
Eilean nan Coinein är en obebodd ö i ögruppen Small Isles i Argyll and Bute, Skottland. Ön är belägen 2 km från Craighouse.